# 키스 쿡
키스 쿡(Keith Cooke, 1959년 9월 17일 ~ )은 미국의 스턴트 배우이다.
시애틀에서 태어났다.

## 영화
- 챔피언스 오브 더 딥 (2012년)
- 내셔널 시큐리티 (2003년)
- 더 뉴 어드벤처 오브 로빈 훗 (1997년)
- 비버리 힐스 닌자 (1997년)
- 모탈 컴뱃 2 (1997년)
- 힛씨커 (1995년)
- 모탈 컴뱃 (1995년)
- 모터 솔저 (1991년)
- 특명 어벤저 4 - 왕중왕 (1991년)
- 액션 진기명기 (1990년) - 본인 역
- 차이나 여걸 2 (1990년)
- 차이나 여걸 (1990년)
- 피카소 트리거 (1988년)